# Departamento de Transporte de Rhode Island
El Departamento de Transporte de Rhode Island (en inglés: Rhode Island Department of Transportation, RIDOT) es la agencia estatal gubernamental encargada en la construcción, inspección y mantenimiento de una vasta red de transporte al igual que las carreteras estatales y federales del estado de Rhode Island. Esto incluye 1,102 millas (2,908 millas de carriles) de carreteras del estado, 772 puentes y 777 señales de tráfico. La sede de la agencia se encuentra ubicada en Providence.